# نهائي كوبا ليبرتادوريس 1975
كانت نهائيات كوبا ليبرتادوريس عام 1975 هي آخر مباراة ذهابًا وإيابًا لتحديد بطل كوبا ليبرتادوريس 1975 . وقد خاضها نادي إندبندينتي الأرجنتيني وأونيون إسبانيولا التشيلي . أقيمت مباراة الذهاب في 18 يونيو على ملعب سانتياغو دي تشيلي على أرضه، مع مباراة الإياب في 25 يونيو في أفيانيدا.
فاز إندبندينتي بالسلسلة بعد فوزه في مباراة فاصلة 2-0 في ملعب أسونسيون ديفينسوريس ديل تشاكو ،  كما حقق أربعة ألقاب متتالية في كأس ليبرتادوريس.

## الفرق المتأهلة
| فريق             | مشاركات سابقة (الخط الغليظ يشير إلى فوز) |
| ---------------- | ---------------------------------------- |
| يونيون إسبانيولا | -                                        |
| انديبندينتي      | 1964 ، 1965 ، 1972 ، 1973 ، 1974         |